# Synapsis naxiorum
Synapsis naxiorum là một loài bọ cánh cứng trong họ Bọ hung (Scarabaeidae).